# Jared Kahn
Jared Michael Kahn (* 7. Juni 1982 in Florida) ist ein US-amerikanischer Schauspieler und Filmschaffender.

## Leben
Kahn wurde am 7. Juni 1982 im US-Bundesstaat Florida geboren. Er gab 2010 sein Fernsehschauspieldebüt in einer Episode der Fernsehserie Pretty Little Liars. Im Folgejahr spielte er im Kurzfilm Second Date Roxy und im Spielfilm 200 MPH in der größeren Rolle des Albert mit. 2012 übernahm er eine Rolle im Spielfilm Perception. 2013 wirkte er am Kurzfilm On the Redline als Schauspieler, Regisseur, Drehbuchautor und Produzent mit. In den folgenden Jahren hatte er Episodenrollen in den Fernsehserien Jacked, The Goldenboy und Rider inne. 2015 war er im Spielfilm Richard Peter Johnson in der Rolle des Jk zu sehen. Zuletzt spielte er 2016 im Film Social Norm als Schauspieler mit.
Seit 2013 wirkt er überwiegend als Filmregisseur, Filmproduzent und Drehbuchautor in Kurzfilmen mit.

## Filmografie (Auswahl)

### Schauspiel
- 2010: Pretty Little Liars (Fernsehserie, Episode 1x06)
- 2011: Second Date Roxy (Kurzfilm)
- 2011: 200 MPH (200 M.P.H.)
- 2012: Perception
- 2013: On the Redline (Kurzfilm)
- 2014: Jacked (Fernsehserie, Episode 1x02)
- 2015: The Goldenboy (Fernsehserie, Episode 1x03)
- 2015: Rider (Fernsehserie, Episode 1x10)
- 2015: Richard Peter Johnson
- 2016: Social Norm

### Filmschaffender
- 2013: On the Redline (Kurzfilm; Regie, Drehbuch, Produktion)
- 2015: If You Could Only Be You (Kurzfilm; Regie, Produktion)
- 2016: Free Way (Kurzfilm; Regie)
- 2016: Caroline (Kurzfilm; Produktion)
- 2017: Brothers (Kurzfilm; Regie, Drehbuch, Produktion)
- 2020: In 12 Hours (Kurzfilm; Regie, Drehbuch, Produktion)